# Lijst van schilderijen in het Rijksmuseum Amsterdam/Anonieme Turkse schilders
Lijst van schilderijen in het Rijksmuseum Amsterdam met werken van anonieme schilders afkomstig uit Turkije.
| Inventarisnummer | Toeschrijving     | Titel | Datering      | Afbeelding |
| ---------------- | ----------------- | --- | ------------- | ---------- |
| SK-A-4085        | Anoniem (Turkije) | Gezicht op Smyrna met op de voorgrond de ontvangst van de Nederlandse consul Daniël Jan Baron de Hochepied in de Divan | Ca. 1687-1723 |            |
| SK-A-2055        | Anoniem (Turkije) | Gezicht op Ankara | 1700-1800     |            |
| SK-A-4079        | Anoniem (Turkije) | Een ambassadeur op audiëntie bij de grootvizier in diens yali aan de Bosporus                                          | 1700-1800     |            |
| SK-A-4080        | Anoniem (Turkije) | Een ambassadeur op audiëntie bij sultan Ahmed III                                                                      | 1737-1744     |            |